# Edyta Górniak (album)
Edyta Górniak este al doilea album de studio și primul album internațional al cântăreței poloneze Edyta Górniak. 
A fost lansat în Japonia sub numele de "Kiss Me, Feel Me" (キス・ミー、フィール・ミー).

## Ordinea pieselor pe album

### Ediția internațională
1. Anything
2. If I Give Myself (Up) To You
3. Perfect Moment
4. When You Come Back To Me
5. Be Good Or Be Gone
6. One & One
7. Linger
8. Soul Boy
9. I Don't Know What's On Your Mind
10. The Day I Get Over You
11. Miles & Miles Away
12. That's The Way I Feel About You
13. Gone

### Ediția japoneză (numită "Kiss Me, Feel Me")
1. One & One
2. If I Give Myself (Up) To You
3. Perfect Moment
4. When You Come Back To Me
5. Be Good Or Be Gone
6. Anything
7. Linger
8. Soul Boy
9. I Don't Know What's On Your Mind
10. The Day I Get Over You
11. Miles & Miles Away
12. That's The Way I Feel About You
13. Gone
14. Coming Back To Love (Bonus track)
15. Hunting High & Low (Bonus track)
16. Under Her Spell (Bonus track)

### Ediția specială poloneză relansată
1. One & One
2. If I Give Myself (Up) To You
3. Perfect Moment
4. When You Come Back To Me
5. Be Good Or Be Gone
6. Anything
7. Linger
8. Soul Boy
9. I Don't Know What's On Your Mind
10. The Day I Get Over You
11. Miles & Miles Away
12. That's The Way I Feel About You
13. Gone
14. Hunting High & Low (Bonus track)
15. Coming Back To Love (Bonus track)
16. Hope For Us (Duet cu José Carreras) (Bonus track)

## Istoricul lansărilor
- Japonia: 7 noiembrie 1997
- Polonia: 10 noiembrie 1997
- Elveția: 1998

## Topuri
| Topuri (2008)          | Poziția maximă |
| ---------------------- | -------------- |
| Finnish Albums Chart   | 22             |
| Norwegian Albums Chart | 13             |
| Swedish Albums Chart   | 18             |
| Swiss Albums Chart     | 40             |
| Polish Albums Chart    | 1              |